# マクラーレン・MP4-X
マクラーレン・MP4-X（エムピーフォーエックス）は、マクラーレンが2015年に発表したコンセプトカー。通常のフォーミュラカーとは違い、タイヤが露出しておらず、ホイールにカバーがついているのが特徴である。F1の未来を示す革新的コンセプトとして公開された。

## 仕様

### パワートレイン
内燃機関のエンジンを搭載せずに電動機を搭載する。

### アクティブ・エアロ・ダイナミクス
速度やコーナリングに応じて空力パーツが変形する。

### グランド・エフェクト
グランド・エフェクトも活用される。

### コクピット
密閉式でカメラで撮影した全周の映像をヘルメットのヘッドアップディスプレイに表示する。

### 車輌システム
ドライバーの脳波を使用して運転する。

### タイヤ・センサー
タイヤの空気圧を常時モニタリングしており、異常発生時には知らせる。

### ドライバー・テクノロジー
ドライバーの疲労状況をリアルタイムで把握できる。